# 蔡家坡站

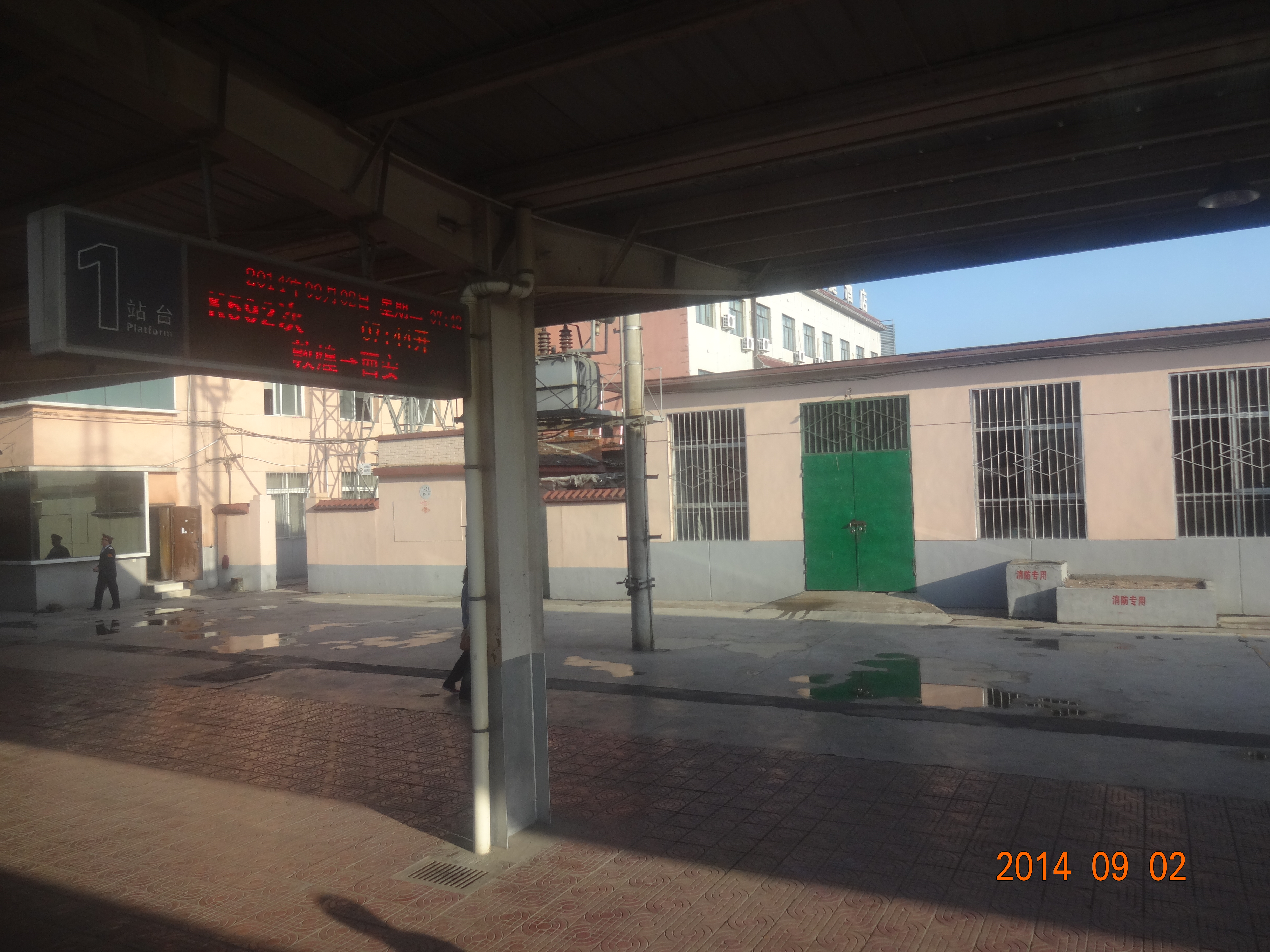
2014年，蔡家坡站站台

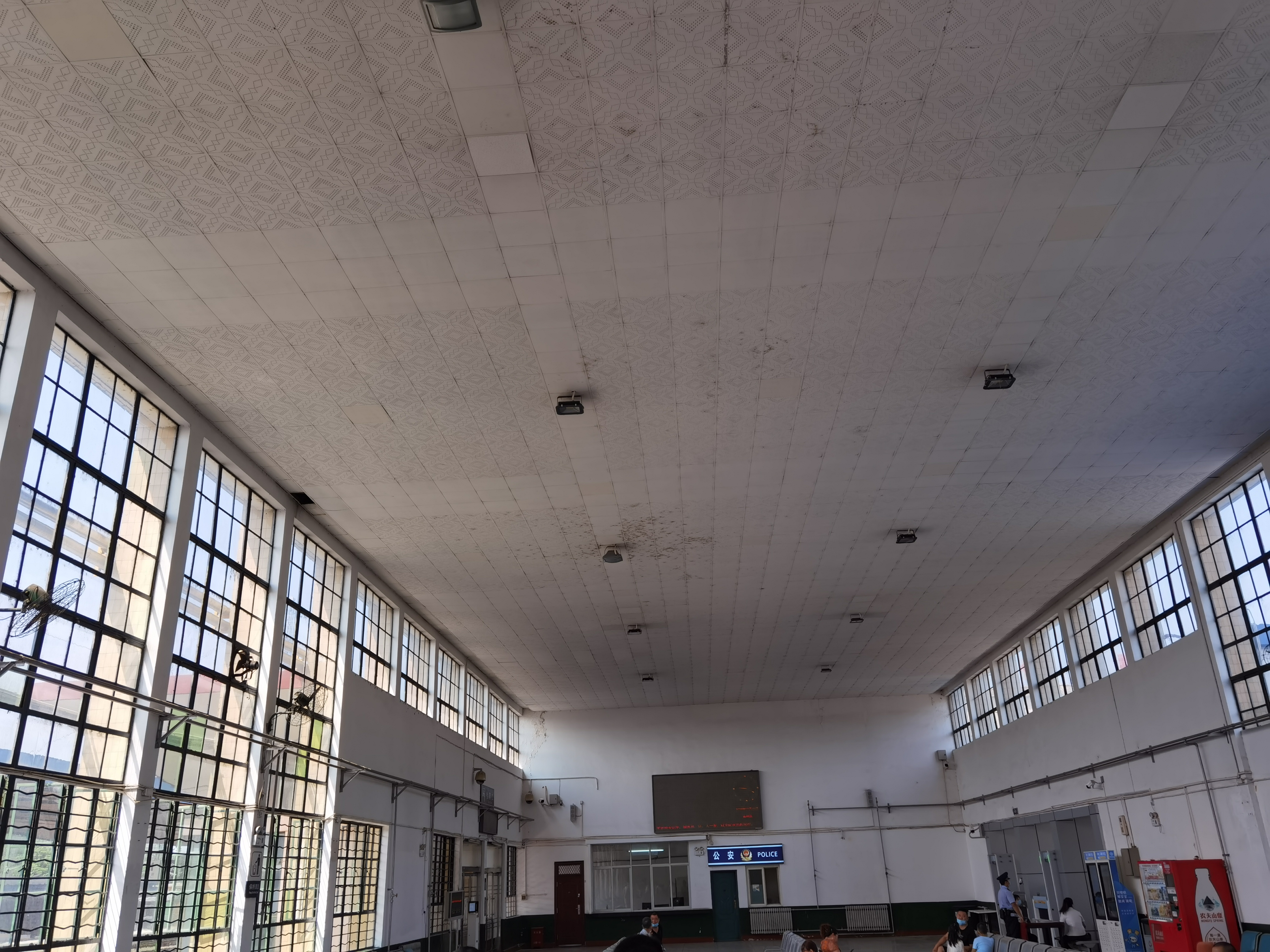
2020年，蔡家坡站候车室

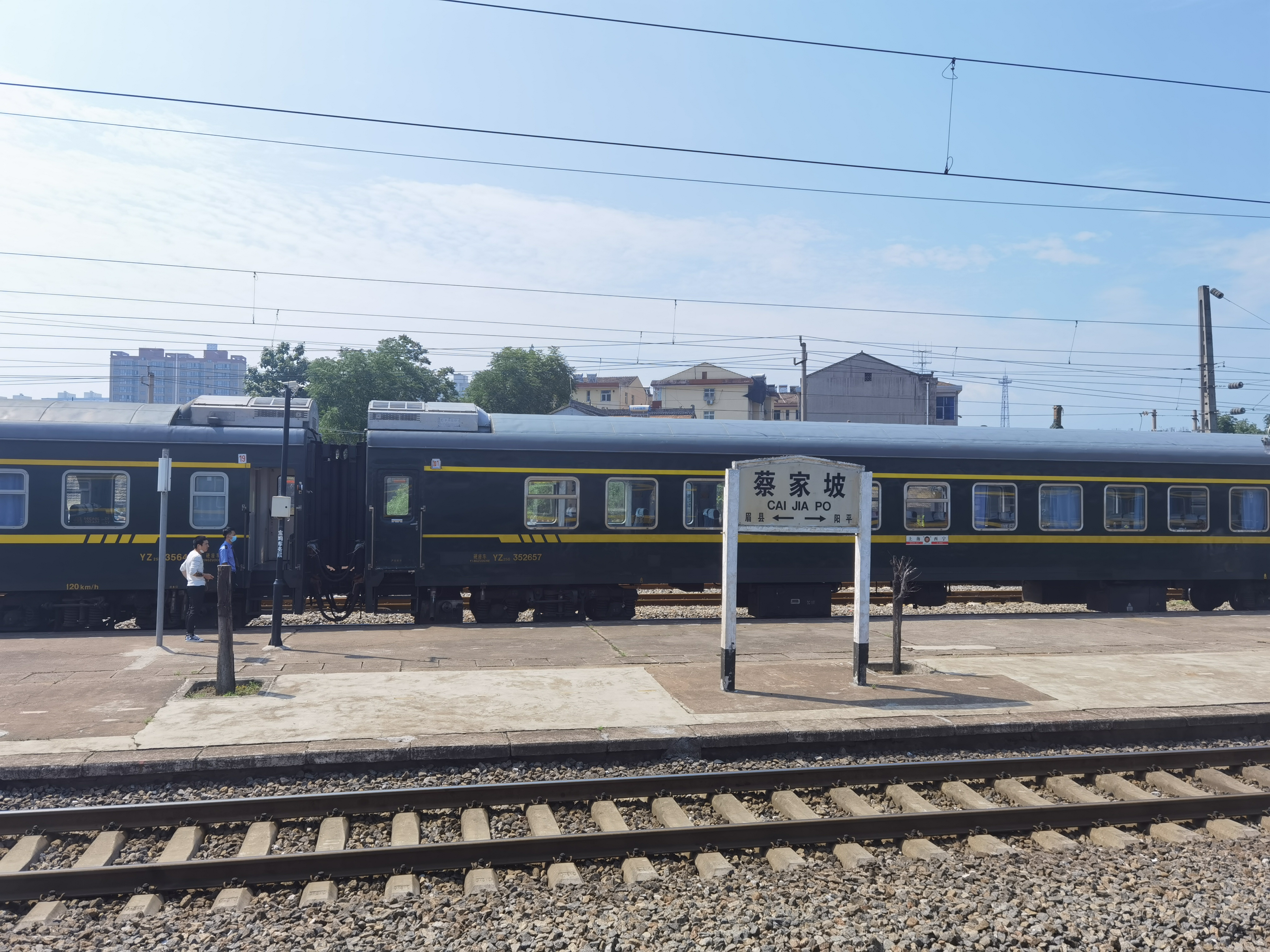
2020年，蔡家坡站站牌

蔡家坡站是陇海铁路上的一座火车站，位于陕西省宝鸡市岐山县蔡家坡镇，建于1936年，目前为二等站，邮政编码为722406。目前客运：办理旅客乘降；行李、包裹托运；货运：办理整车、零担、集装箱货物发到；办理整车货物承运前保管；不办理整车爆炸品及一级氧化剂发到。